# ام.ام. مانگاساریان
مانگاسار ماگوردیچ مانگاساریان (انگلیسی: Mangasar Magurditch Mangasarian؛ زادهٔ ۲۹ دسامبر ۱۸۵۹ - درگذشته ۲۶ ژوئن ۱۹۴۳) یک نویسنده در مکتب خردگرایی و سکولاریسم ارمنی-آمریکایی بود.

## زندگی‌نامه
وی در Mashger، امپراتوری عثمانی به دنیا آمد. در «کالج رابرت» (Robert College) در کنستانتینوپل حضور یافت و در سال ۱۸۷۸ به در سال مرزیفون به عنوان کاهن (مسیحیت) مقرر شد. در حدود سال ۱۸۸۰ در دانشگاه پرینستون ثبت نام نمود. وی از سال ۱۸۸۲ تا ۱۸۸۵ پیشوای روحانی (pastor) کلیسای پرسبیترین در فیلادلفیا بود زمانی که یک واعظ مستقل و سخنران «مذهب مستقل» (independent religion) در نیویورک باشد استعفا داد. در سال ۱۸۹۲ رهبر گروه «جامعه فرهنگ اخلاقی شیکاگو» (the Ethical Culture Society of Chicago) که توسط فیلیکس آدلر تأسیس شده بود، شد. در سال ۱۹۰۰ وی «جامعه مذهبی مستقل شیکاگو» را که یک گروه خردگرایی بود سازماندهی نمود که تا سال ۱۹۲۵ در سمت پیشوای رهبری باقی ماند. وی بازنشسته شد و باقی زندگی خویش را در پیدمانت، کالیفرنیا گذراند.
وی در طول حیات خویش کتاب‌هایی به رشته تحریر درآورد. معروفترین آنها «The Truth About Jesus — Is He a Myth?» (۱۹۰۹) و «The Bible Unveiled» (۱۹۱۱) هستند. کتاب‌ها و مقالات وی به فرانسوی آلمانی اسپانیایی و سایر زبان‌های خارجی ترجمه شده‌است.